# 欧洲多用途巡防舰
欧洲多用途巡防舰（法語：Frégate européenne multi-mission，通常縮寫為FREMM），为法国、意大利兩国共同研制的巡防舰。
該艦為法國和意大利兩國繼地平線級驅逐艦後又一合作的軍艦，並且以歐洲為名推出。

## 发展沿革
關於歐洲多用途巡防艦的法國版本，請參閱阿基坦級巡防艦條目。
關於歐洲多用途巡防艦的義大利版本，請參閱卡洛·伯伽米尼級巡防艦條目。
建造地平線級驅逐艦後，法國開始研製新型巡防艦（Multi- Mission Frigate，FMM，多任務巡防艦）以替換喬治·萊格級驅逐艦、卡沙級驅逐艦等，而義大利也有狼級巡防艦、西北風級巡防艦等需要汰換，2001年底到隔年初，法國海軍造船局（DCN）研究雙方造艦需求後發現義大利有許多需求與FMM相似，隨後，兩國國防部長提出共同發展FREMM的商議，同年11月7日發表造艦計劃聯合公報，而計劃名稱亦改為歐洲多用途巡防艦（Fregates Europeennes Multi-Missions，FREMM) 並於2003年完成設計要求定位工作，2004年10月25日雙方批准後正式進行研發工作，法國方面的主要承造單位為海軍集團（DCNS）的洛里昂海軍船廠（Lorient Naval Dockyard），義大利方面為芬坎蒂尼集團的特里戈索·里奧造船廠。
法国海军原计划建造17艘，其中9艘攻陆型，8艘反潜型(ASW)，平均单舰造价估计在两亿八千万至三亿欧元之间。法、义两国将平均分摊研发成本，并各自支付本国造舰费用，其余相关费用则依照两国造舰数量比例来分摊（法国63%，意大利37%）， 但2008年法国《国家安全白皮书》指出为了节省财政支出，将巡防舰级数量由24艘降至18艘，而建造数量亦降至11艘（9艘反潜型，2艘FREDA防空衍生型）。
義大利海軍计划建造10艘，（6艘通用型，4艘反潜型），平均单舰造价为三亿五千万至三亿七千万欧元间。
法国與意大利原计划建造27艘，总价值达110亿欧元。

## 设计

三視圖

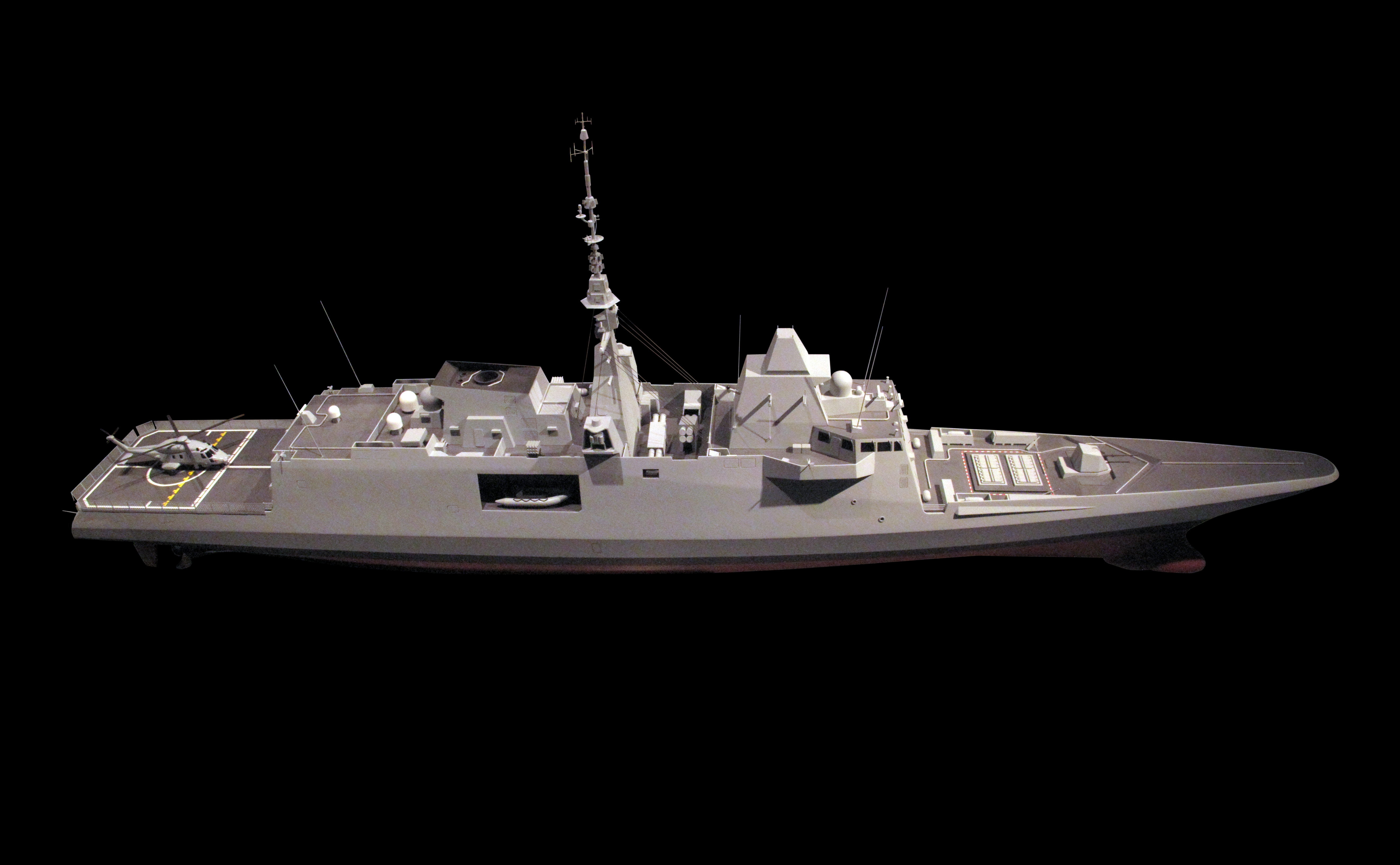
FREMM模型-1

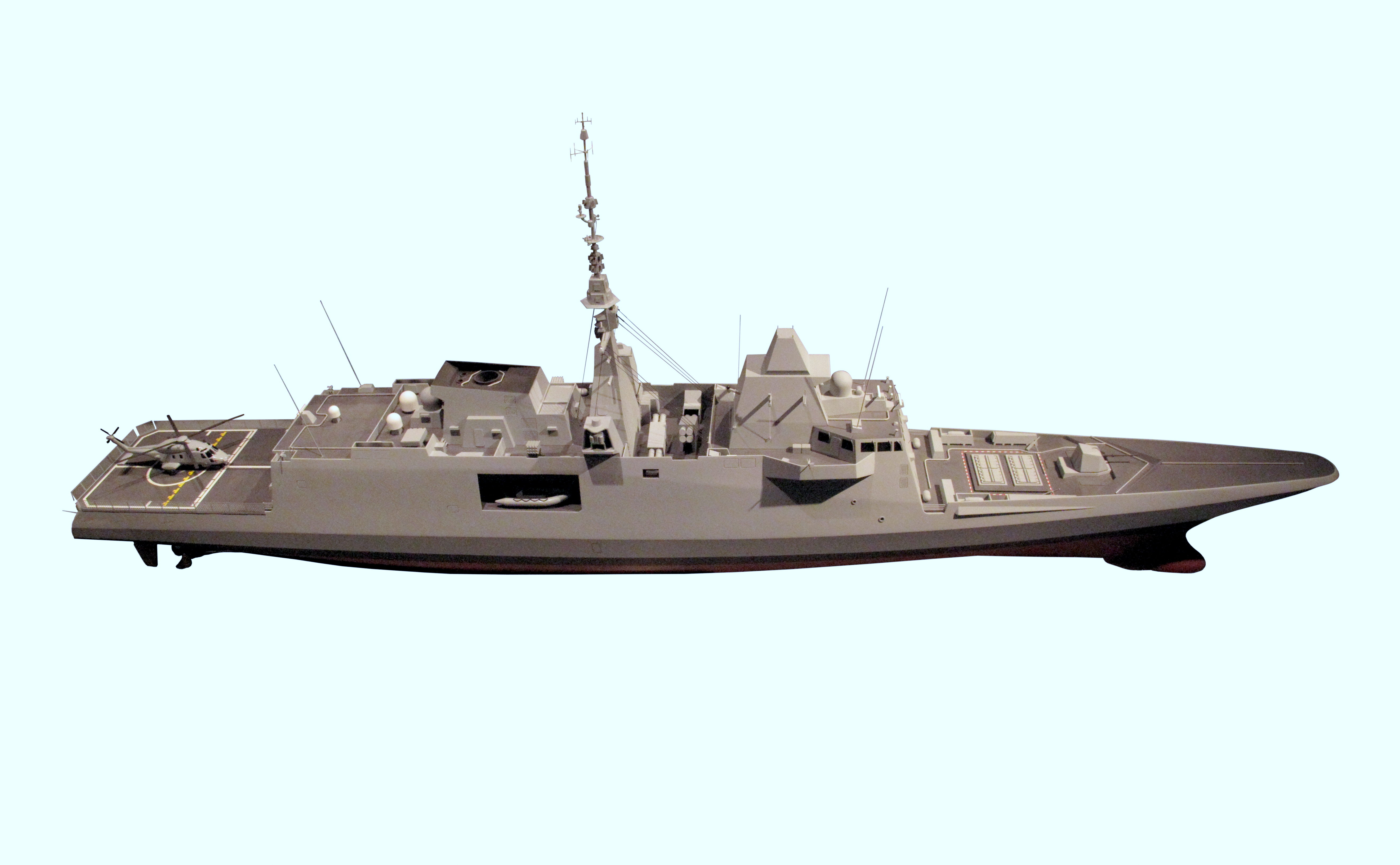
FREMM模型-2

艦體大量应用拉法叶级巡防舰与地平线级驱逐舰的开发经验，舰上装备沿用现成品做最佳利用，並采用模块化建造，而FREMM亦是歐洲最大的海軍聯合研製項目。

### 匿踪设计
- 无线电波段：

舷墙及上层建筑侧壁采用内倾7~11度的多面体外形设计、舰体乾舷外飘；船舷及桅杆涂上匿踪涂料；集成上部结构技术及减少大反射截面积雷达和天线的设置；导弹发射装置则安装于多面体外壳中；后甲板及艏楼隔开，起锚机和系缆柱也隐藏于甲板之下，或是减少凸出于甲板的部分；刚性充气艇凹槽亦隐藏在大型遮蔽物后。
- 红外缐波段：

舰尾柴油机尾气处理位使用冷却系统。法国版本前机舱将会安装MECMAR钛材废气处理系统，使发动机产生的废气可由舰体两侧接近水线附近的位置排出。若需降低气流温度，可使用海水来冷却。意大利版本则使用通过上层建筑排出废气的方法避免产生水面辐射噪声。
- 声波：

使用高阻尼多极基座，噪声设备及管路的弹性支座均可减少机械振动。

### 武器
- 防空：

阿斯特15为法義两国巡防舰共同的防空火力，依原设计，舰身共可安装四组8联装垂直发射器。
法国方面，無論是反潛或陸攻型均配備兩組Sylver A-43或A-50八聯裝發射器，A-43裝填阿斯特15、A-50裝填阿斯特15、30，另外防空型裝備四組Sylver A-50，選用具备弹道飞弹反制能力的阿斯特30。
義大利方面，為了節省成本，無論是反潛或通用型，服役初期只安装两组Sylver A-43，裝填阿斯特15，另两组空间则视舰种搭配不同的飞弹或未来视经费状况再行加装。
另外，两国均未在舰上设计机炮型近迫系统。
- 对地攻击：法国的反潜和攻陆型及意大利的反潜型都配备奥托布雷达76公厘舰炮，但意大利的通用型装有127公厘/64倍径舰炮，并配合射程120公里的火神式导引炮弹强化距外对地打击能力。次口径火力部份法国使用五０机枪，意大利则使用25公厘快炮。

- 反舰：

法国使用兩具四聯裝MM-40 Block-3飛魚反艦飛彈，反潛與攻陆型使用兩組Sylver A-70八聯裝發射器，裝填射程超过1000公里的SCALP NAVAL巡弋飞弹来执行对地打击。
意大利使用提修斯二型反舰飞弹（可配合舰载直升机以资料链在中途进行更新修正，而达到近200公里的射程，奥托玛反舰飞弹為其外销版），通用型将配置四组双联装。而意大利的反潜型巡防舰则只有两组双联装提修斯二型反舰飞弹。

### 推进系统
在主推进舱安置2台输出功率2.12.1MW的柴油发电机。电力推进室位于主推进舱之后，2个轴共4个电动机,每个2.2兆瓦。意大利版使用燃气轮机提供动力时，电动机也可作为动力装置使用。意大利版将装备五叶可调螺距螺旋桨，法国版装备的固定螺距螺旋桨灵活性虽然欠佳但较为经济。两个防水船舱将把主推进装置与前部辅助房间分隔开来，这2个舱中将放置2台柴油发电机以及作为紧急动力装置的推进器，确保舰艇在主动力系统全數瘫痪时仍可返回母港。 
FREMM在設計階段時的燃气轮机有两个候选型号，分别为通用的LM-2500+G4燃气轮机和英国罗尔斯·罗伊斯公司的MT-30型燃气轮机。前者能产生32兆瓦的动力，适合于CODLAG推进方式，单价约600万欧元。后者技术虽更先进、功率高达34兆瓦，但价格较高，单价约900万欧元，在2006年宣佈FREMM確定採用LM-2500+G4作為FREMM的動力來源。法國與義大利的FREMM使用的柴油發電機並不相同，不過法義兩國所使用的柴油發電機共同特點是功率為2.1MW、轉速為1800RPM的機型。可選擇使用蓄電池驅動電動機來轉動推進器，以獲得最佳靜音效果（電池由發電機組充電）。FREMM還在艦體前部設置一套可轉向的伸縮式電動輔助推進系統，由柴油發電機來驅動，平時主要在港灣內時增加操作靈活度，當失去主要推進能力時，能依靠此輔助推進系統以6至7節的低速返航。

## 版本

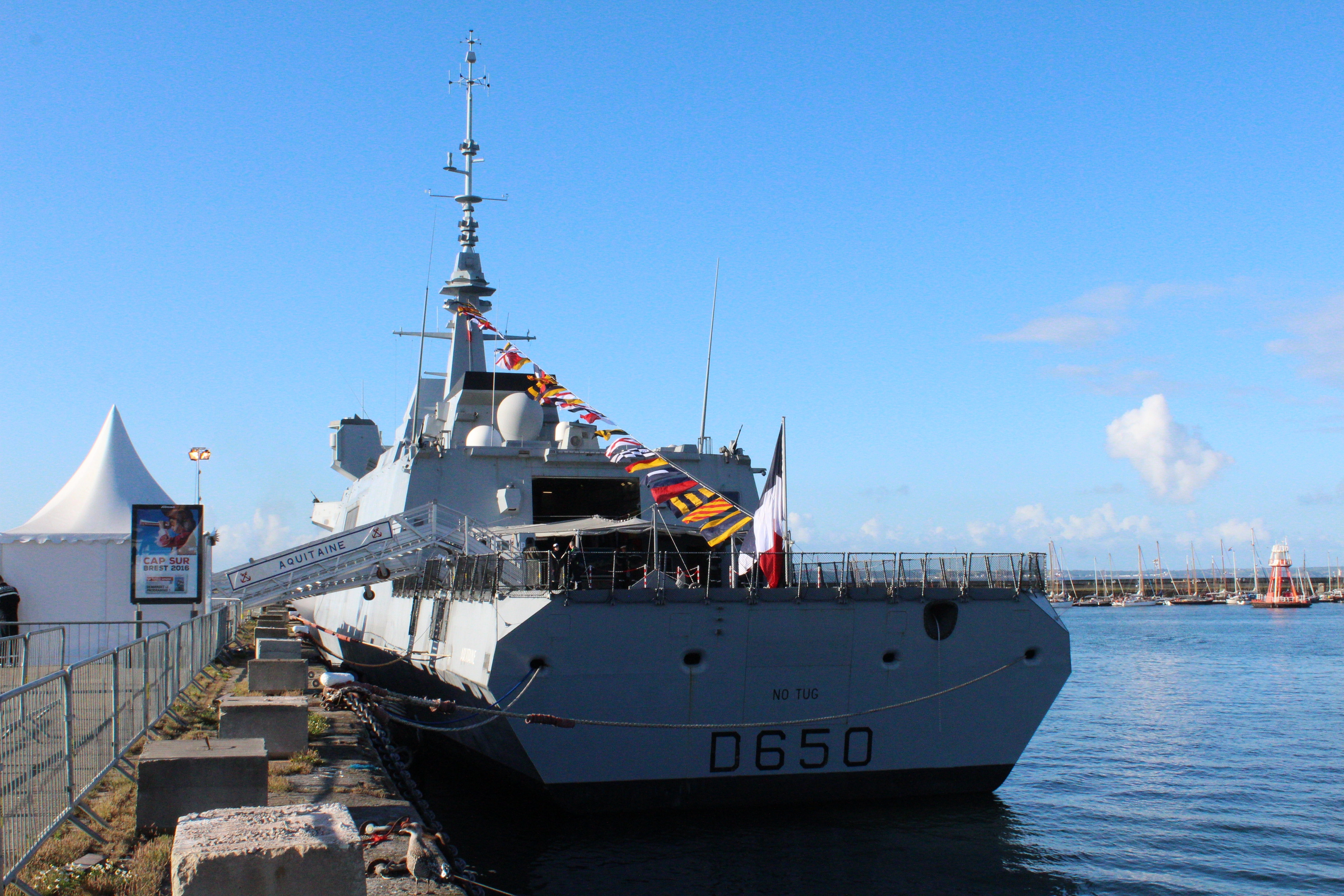
法國阿基坦級首艦艦尾（ASW型）

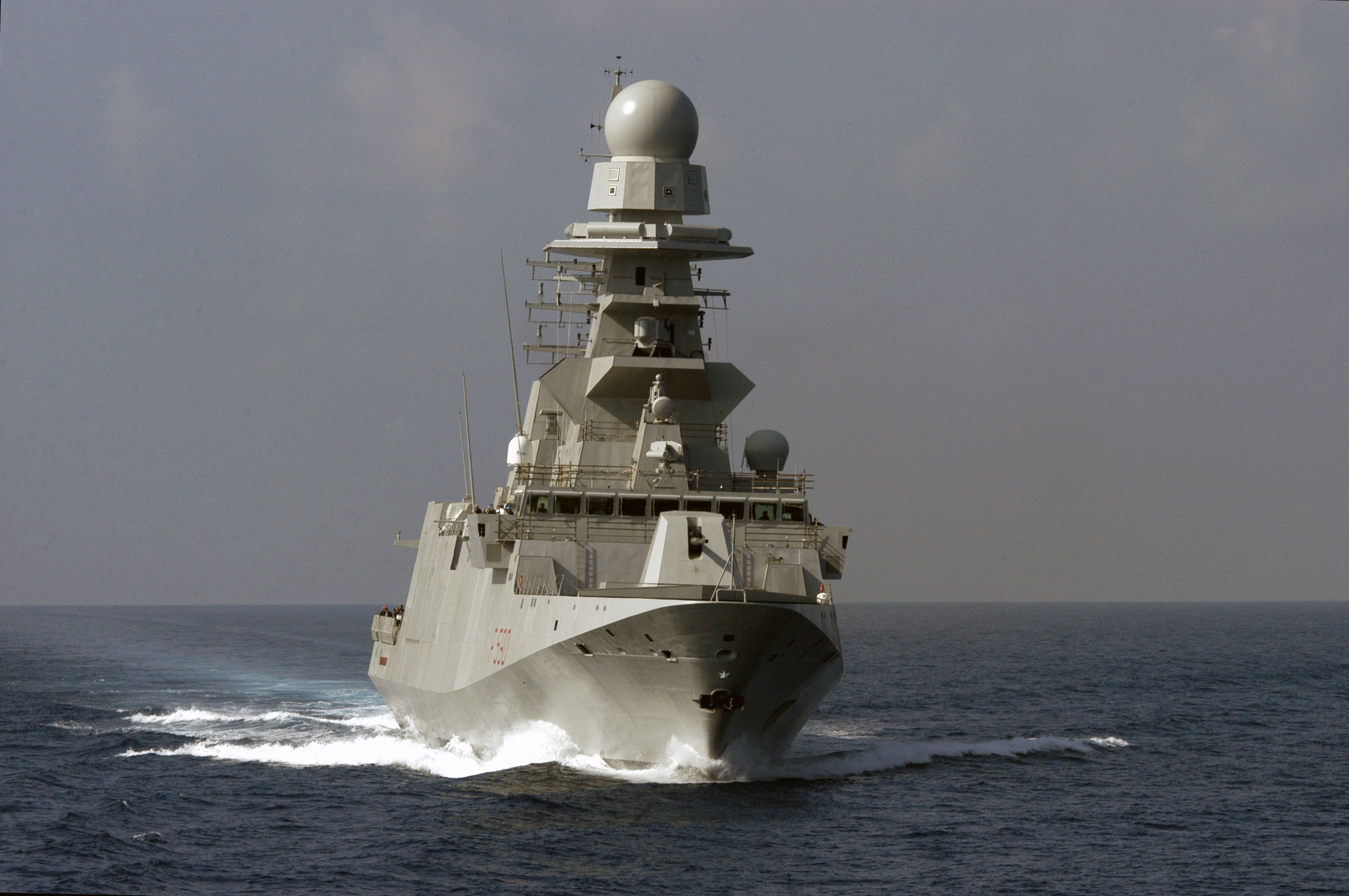
義大利米尼級首艦（GP型）

- 反潜型（Anti Submarine Warfare--ASW）
- 通用型（General Perpose--GP）
- 防空衍生型舰（FREDA）：为2007年8月启动的衍生型舰
- 攻陸型

## 使用国

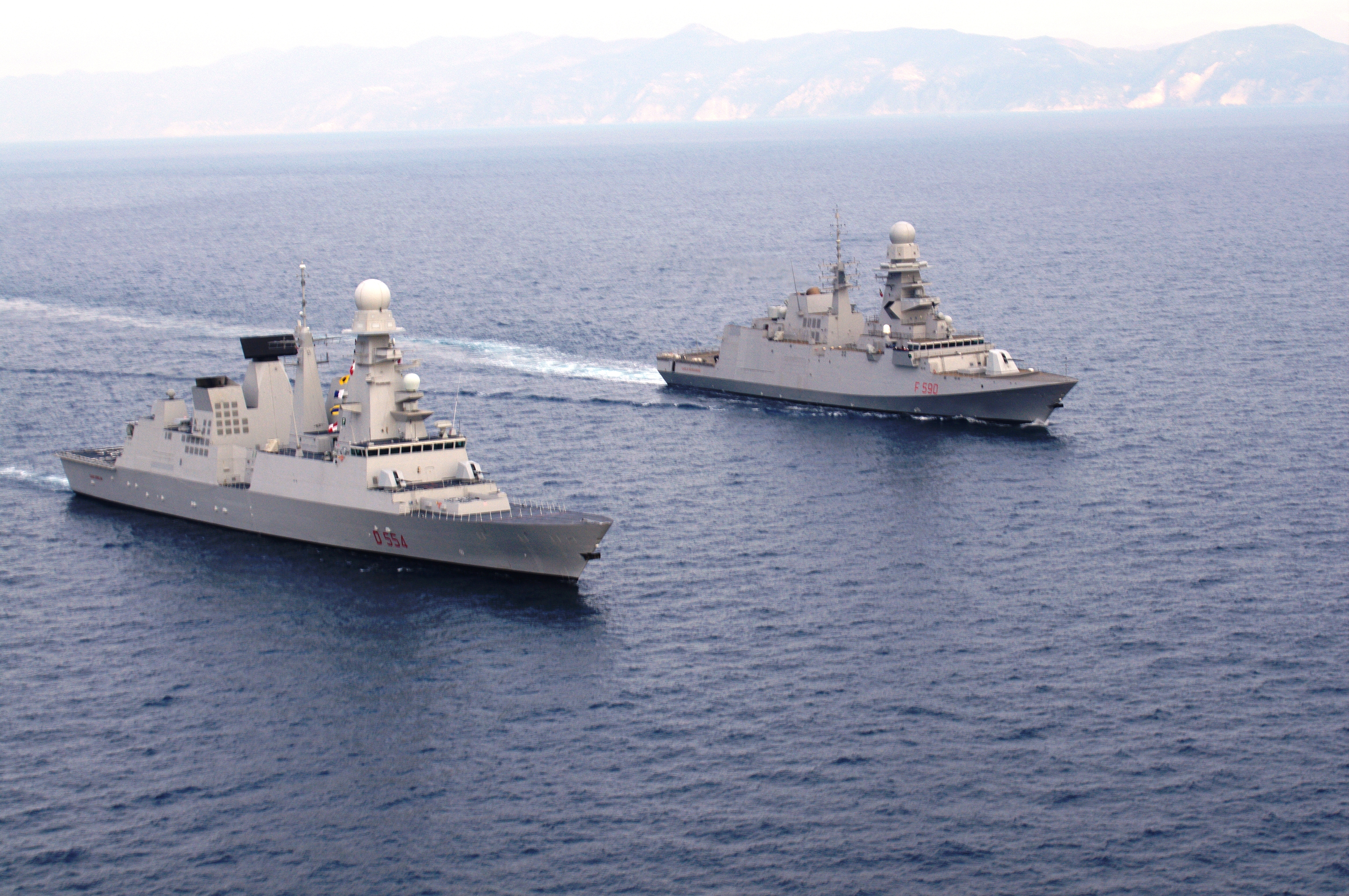
與地平線級驅逐艦航行的米尼級

### 現役/購買國

藍色區塊為FREMM現役國

- 法國（8艘）：2013年法國《國家安全白皮書》規劃未來將一等巡防艦的數量維持在15艘[note 1]，此時法國打算在2016年決定是否建造第9至11艘[note 2]。依2015年3月上旬的消息，在法國海軍2025年的戰略計劃中計劃維持15艘一等巡防艦，2015年3月，傳出法國與埃及正在協商2艘阿基坦級的軍售案，打算將原本法國海軍所屬的諾曼地號（Normandie F651）直接轉賣埃及。然而，這將影響法國海軍的艦隊更新。法國海軍表示，如果能加快阿基坦級的造艦速率從現行18個月一艘加快到12個月一艘[note 3]，並延長一些現役艦艇的壽期，在這些條件都滿足的情況下，法國就願意將諾曼地號讓給埃及。由於資金短缺，8艘FREMM/FREDA中，4艘可能透過國家支持的特殊計劃，以租約的形式提供給法國海軍。然而，如果依照法國海軍要求的交艦計劃，法國政府將無力編列相對應的資金。

2015年5月底，法國國防部長讓-伊夫·勒德里昂公開說明已訂購的6艘阿基坦級將在2019年前全數服役。在2015年6月23日，法國將諾曼地號移交埃及，埃及命名為Tahya Misr（F1001）。
- 義大利：（12艘）
- 埃及：（3艘）先後向法國購置1艘反潛型及向義大利購置2艘常規型。
- 摩洛哥：（1艘）摩洛哥皇家海軍訂購1艘反潛型[11]，2013年4月17日展開第一趟海試。隨後數周內，法國船廠在布列塔尼外海展開多項測試項目，在同年年底完成系統整合工程時，摩洛哥正式接收穆罕默德六號[12]。

- 美国：（20艘）衍生自義大利版本，參見星座級巡防艦。
- 印度尼西亞：（6艘）2021年向義大利訂購6艘。

### 過往促銷紀錄
- 希腊（6艘）：在2006至2010年間希臘的國防建軍計畫中希臘有意訂購4至6艘的歐洲多用途巡防艦。2008年4月，法國與希臘達成共識出售6艘阿基坦級，由希臘Elefis造船廠建造，法國則提供各項裝備及安裝整合服務，2009年1月希臘海軍正式對外宣布此一計畫。2010年1月22日，希臘宣布採購對象為法國。然而，希臘此時的財政赤字卻日趨嚴重[note 4]，為此希臘政府在2010年3月3日宣布了增加稅收和縮減40億美元的政府預算以舒緩金額高達3000億歐元的債務危機 。在2010年3月初，法國DCNS公開承認，由於嚴重的債務問題導致希臘難以簽訂阿基坦級的合約；原本法國希望2010年中旬希臘總理訪問法國時，能正式簽署合約，價值估計約22億歐元，雖然希臘的財政赤字龐大，但法國與希臘仍持續磋商，希望到2012年左右希臘的財政情況能夠好轉並簽署合約[note 5]。2010年10月，希臘海軍最高委員會確認向法國採購阿基坦級的主要規格，6艘阿基坦級的總值約為35億歐元；在當時的協議中，法國與希臘的銀行團將提供希臘政府低利優惠貸款（利率低於3%），希臘政府直接支付10億歐元，另外再以貸款方式支付32億歐元，6艘阿基坦級的建造時間預估為15年。2011年10月中旬，德國媒體報導德國正關切希臘訂購阿基坦級的計劃。依照報導，法國打算出售約4艘阿基坦級，每艘價值約4.12億歐元，法國並打算提供希臘極優惠的付款方式，先無償交付軍艦，五年之內以優惠條件分期付款。由於德國為貸款給希臘的主要歐盟成員國，因此此舉引起德國方面嚴重關切[note 6]。而德國的蒂森克虜伯海洋系統先前也曾以MEKO D500/600投標，蒂森克虜伯（母公司）高層也在2011年下半年致函德國政府，希望利用德國在金援希臘的地位阻撓軍購案，甚至讓自家的產品敗部復活。2013年2月時任的法國總統法蘭索瓦·歐蘭德訪問希臘時也向時任希臘總理安東尼斯·薩馬拉斯提議將法國海軍尚未服役的同型艦普羅旺斯號和朗格多克號租借給希臘海軍。
- 阿尔及利亚：摩洛哥在2007年向法國訂購一艘多用途巡防艦後，阿爾吉利亞也有意採購一批新型艦艇以資抗衡。英國的BAE系統、德國泰森.克魯伯也來競爭。 法國宣稱阿爾及利亞有意購買4~6艘多用途巡防艦：最初阿爾吉利亞的考慮對象是法國版，但2009年9月，部分消息表示摩洛哥將考慮對象轉至義大利版FREMM。最後多用途巡防艦並未獲得阿爾吉利亞的採用；2012年3月，阿爾吉利亞與德國泰森.克魯伯集團簽約訂購2艘MEKO A200巡防艦。
- ：澳洲用來用來替換澳洲皇家海軍陣中安扎克級巡防艦的SEA 5000造艦計畫於2010年代開始規劃，在2015年版的澳洲國防白皮書中提到未來澳洲皇家海軍計畫建造9艘SEA 5000。法國與義大利都以各自的多用途巡防艦投入競標。法國參與競標的版本使用127mm艦砲以及萊茵金屬的千禧年35mm機砲；而法國、義大利兩國的提案都能整合澳洲的CEA FAR2相位陣列雷達系統。法國對SEA 5000提案的編制人數是145~180名，義大利是167~200人。

2016年4月下旬，澳大利亞公布SEA 5000等未來主要造艦計畫的範疇，而義大利版的多用途巡防艦進入評估程序決選。 依照2016年4月初的消息，義大利Fincantieri集團聲稱其反潛型的規格最符合澳洲皇家海軍的需要，不過艦砲會改成MK-45系列127mm艦砲（義大利通用型使用奧托布雷達127公釐艦炮64倍徑艦砲）；武裝方面，義大利出口澳洲的多用途巡防艦亦會換裝澳洲海軍的美製或澳洲製的作戰裝備。
- 法國亦曾向沙烏地阿拉伯等國推銷阿基坦級。

## 同型

### 阿基坦級
法國國家海軍
| 舷號 | 版本   | 角色 | 艦名                      | 開工日期 | 下水日期       | 服役時間                                      | 母港                                          |
| ---- | ------ | ---- | ------------------------- | -------- | -------------- | --------------------------------------------- | --------------------------------------------- |
| D650 | FR-ASW | 反潛 | 阿基坦號 Aquitaine        | 2007年   | 2010年4月29日  | 2012年11月23日                                | 布雷斯特港                                    |
| D651 | FR-ASW | 反潛 | (原諾曼第號) ex Normandie | 2009年   | 2012年10月18日 | 轉售予埃及並更名為埃及萬歲號，2015年6月交付。 | 轉售予埃及並更名為埃及萬歲號，2015年6月交付。 |
| D652 | FR-ASW | 反潛 | 普羅旺斯號 Provence       | 2010年   | 2013年9月18日  | 2015年6月12日                                 | 布雷斯特港                                    |
| D653 | FR-ASW | 反潛 | 朗格多克號 Languedoc      | 2011年   | 2014年7月12日  | 2017年7月4日                                  | 土倫港                                        |
| D654 | FR-ASW | 反潛 | 奧弗涅號 Auvergne         | 2012年   | 2015年9月2日   | 2018年2月14日                                 | 土倫港                                        |
| D655 | FR-ASW | 反潛 | 布列塔尼號 Bretagne       | 2013年   | 2016年9月16日  | 2019年2月20日                                 | 布雷斯特港                                    |
| D651 | FR-ASW | 反潛 | 諾曼底號 Normandie        | 2014年   | 2018年2月1日   | 2020年6月3日                                  | 布雷斯特港                                    |
| D656 | FR-AAW | 制空 | 亞爾薩斯號 Alsace         | 2016年   | 2019年4月18日  | 2021年4月16日                                 | 土倫港                                        |
| D657 | FR-AAW | 制空 | 洛林號 Lorraine           | 2019年   | 2020年11月13日 | 2023年11月13日                                | 土倫港                                        |

 摩洛哥
| 舷號 | 版本   | 角色 | 艦名                       | 開工日期 | 下水日期      | 服役時間      | 母港       |
| ---- | ------ | ---- | -------------------------- | -------- | ------------- | ------------- | ---------- |
| 701  | FR‑ASW | 反潛 | 穆罕默德六世號 Mohammed VI | 2008年   | 2011年9月14日 | 2014年1月30日 | 塞吉爾堡港 |

 埃及
| 舷號     | 版本   | 舰名                               | 角色 | 開工日期 | 下水日期       | 服役時間      | 母港       |
| -------- | ------ | ---------------------------------- | ---- | -------- | -------------- | ------------- | ---------- |
| FFG-1001 | FR‑ASW | 埃及万岁号 Tahya Misr ex-Normandie | 反潛 | 2009年   | 2012年10月18日 | 2016年3月17日 | 亚历山大港 |

### 米尼級
意大利海军
| 舷號 | 版本   | 角色     | 艦名                                      | 開工日期       | 下水日期       | 服役時間                                    | 母港                                        |
| ---- | ------ | -------- | ----------------------------------------- | -------------- | -------------- | ------------------------------------------- | ------------------------------------------- |
| F590 | IT‑GP  | 常規     | 卡洛·伯伽米尼號 Carlo Bergamini           | 2008年2月4日   | 2011年7月16日  | 2013年5月29日                               | 塔蘭托港                                    |
| F591 | IT‑ASW | 反潛     | 維吉尼奧·法森號 Virginio Fasan            | 2009年5月12日  | 2012年3月31日  | 2013年12月29日                              | 拉斯佩齐亚港                                |
| F592 | IT‑ASW | 反潛     | 卡爾·馬爾戈提尼號 Carlo Margottini        | 2010年4月21日  | 2013年6月29日  | 2014年2月27日                               | 拉斯佩齐亚港                                |
| F593 | IT‑ASW | 反潛     | 憲兵號 Carabiniere                        | 2011年4月6日   | 2014年3月29日  | 2015年4月28日                               | 塔蘭托港                                    |
| F594 | IT‑ASW | 反潛     | 阿爾皮諾號 Alpino                         | 2012年2月23日  | 2014年12月13日 | 2016年9月30日                               | 塔蘭托港                                    |
| F595 | IT‑GP  | 常規     | 路易吉·里佐號 Luigi Rizzo                 | 2013年3月5日   | 2015年12月19日 | 2017年4月20日                               | 拉斯佩齊亞港                                |
| F596 | IT‑GP  | 常規     | 費德里科·馬爾蒂尼戈號 Federico Martinengo | 2014年6月5日   | 2017年3月4日   | 2018年4月24日                               | 塔蘭托港                                    |
| F597 | IT‑GP  | 常規     | 安東尼奧·馬塞利亞號 Antonio Marceglia     | 2015年7月12日  | 2018年2月3日   | 2019年4月16日                               | 塔蘭托港                                    |
| F598 | IT‑GP  | 常規     | ex-Spartaco Schergat                      | 2017年2月      | 2019年1月26日  | 轉售予埃及並更名為加拉拉號，2020年12月交付  | 轉售予埃及並更名為加拉拉號，2020年12月交付  |
| F599 | IT‑GP  | 常規     | ex-Emilio Bianchi                         | 2018年1月      | 2020年1月25日  | 轉售予埃及並更名為貝爾尼斯號，2021年4月交付 | 轉售予埃及並更名為貝爾尼斯號，2021年4月交付 |
| F598 | IT-GP  | 常規     | Spartaco Schergat                         | 2021年2月25日  | 2023年11月24日 | 2025年4月15日                               | 拉斯佩齊亞港                                |
| F599 | IT-GP  | 常規     | Emilio Bianchi                            | 2021年10月12日 | 2024年5月24日  |                                             |                                             |
|      | IT-EVO | 通用反潛 |                                           | 2025年4月3日   |                | 預計2029年                                  |                                             |
|      | IT-EVO | 通用反潛 |                                           |                |                | 預計2031年                                  |                                             |

 埃及
| 舷號     | 版本  | 舰名                                        | 角色 | 開工日期  | 下水日期      | 服役時間       | 母港       |
| -------- | ----- | ------------------------------------------- | ---- | --------- | ------------- | -------------- | ---------- |
| FFG-1002 | IT-GP | 加拉拉號 Al-Galala （ex-Spartaco Schergat） | 常規 | 2017年2月 | 2019年1月26日 | 2020年12月23日 | 亞歷山大港 |
| FFG-1003 | IT-GP | 貝爾尼斯號 Bernees （ex-Emilio Bianchi）    | 常規 | 2018年1月 | 2020年12月5日 | 2021年4月13日  | 亞歷山大港 |

### 星座級
美國海軍
| 弦號     | 版本     | 腳色     | 艦名                                            | 造船廠         | 開工时间      | 下水时间 | 服役时间   | 母港     | 现况     |
| 第一批次 | 第一批次 | 第一批次 | 第一批次                                        | 第一批次       | 第一批次      | 第一批次 | 第一批次   | 第一批次 | 第一批次 |
| -------- | -------- | -------- | ----------------------------------------------- | -------------- | ------------- | -------- | ---------- | -------- | -------- |
| FFG-62   | IT‑ASW   | 反潛     | 星座號 USS Constellation                        | 馬里內特造船廠 | 2022年8月31日 |          | 預計2026年 |          | 建造中   |
| FFG-63   | IT‑ASW   | 反潛     | 國會號 USS Congress                             | 馬里內特造船廠 |               |          |            |          | 計劃中   |
| FFG-64   | IT‑ASW   | 反潛     | 切薩皮克號 USS Chesapeake                       | 馬里內特造船廠 |               |          |            |          | 計劃中   |
| FFG-65   | IT‑ASW   | 反潛     | 拉法葉號 USS Lafayette                          | 馬里內特造船廠 |               |          |            |          | 計劃中   |
| FFG-66   |          |          | 漢密爾頓號 USS Hamilton                         | 馬里內特造船廠 |               |          |            |          | 計畫中   |
| FFG-67   |          |          | 加爾維斯號 USS Galvez                           | 馬里內特造船廠 |               |          |            |          | 計畫中   |
| FFG-68   |          |          | 小埃弗里特·阿爾瓦雷斯號 USS Everett Alvarez Jr. | 馬里內特造船廠 |               |          |            |          | 計畫中   |
| FFG-69   |          |          | 喬伊·布萊特·漢考克號 USS Joy Bright Hancock     | 馬里內特造船廠 |               |          |            |          | 計畫中   |

## 圖集

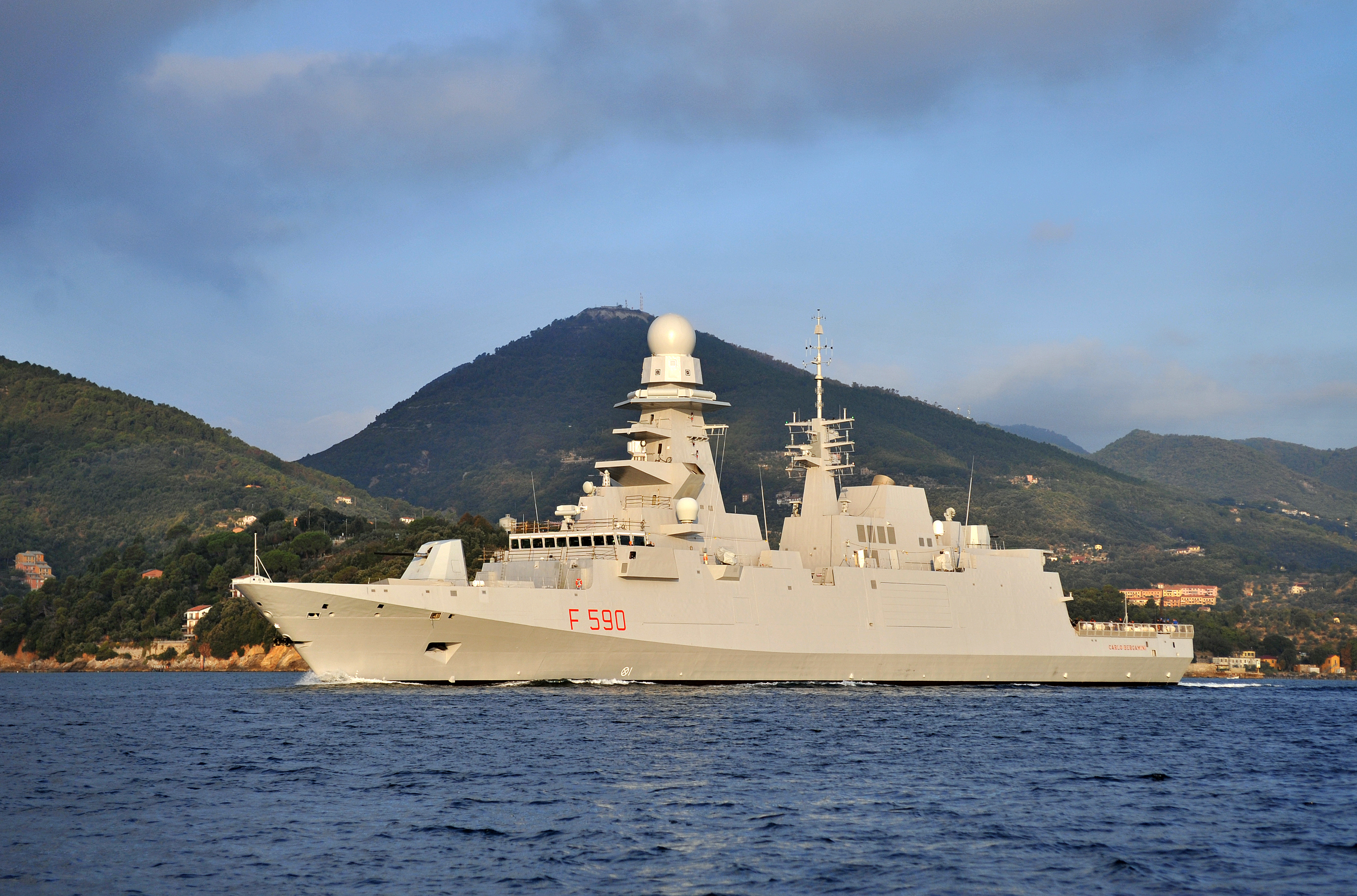
意大利海军Carlo Bergamini号 (F 590).
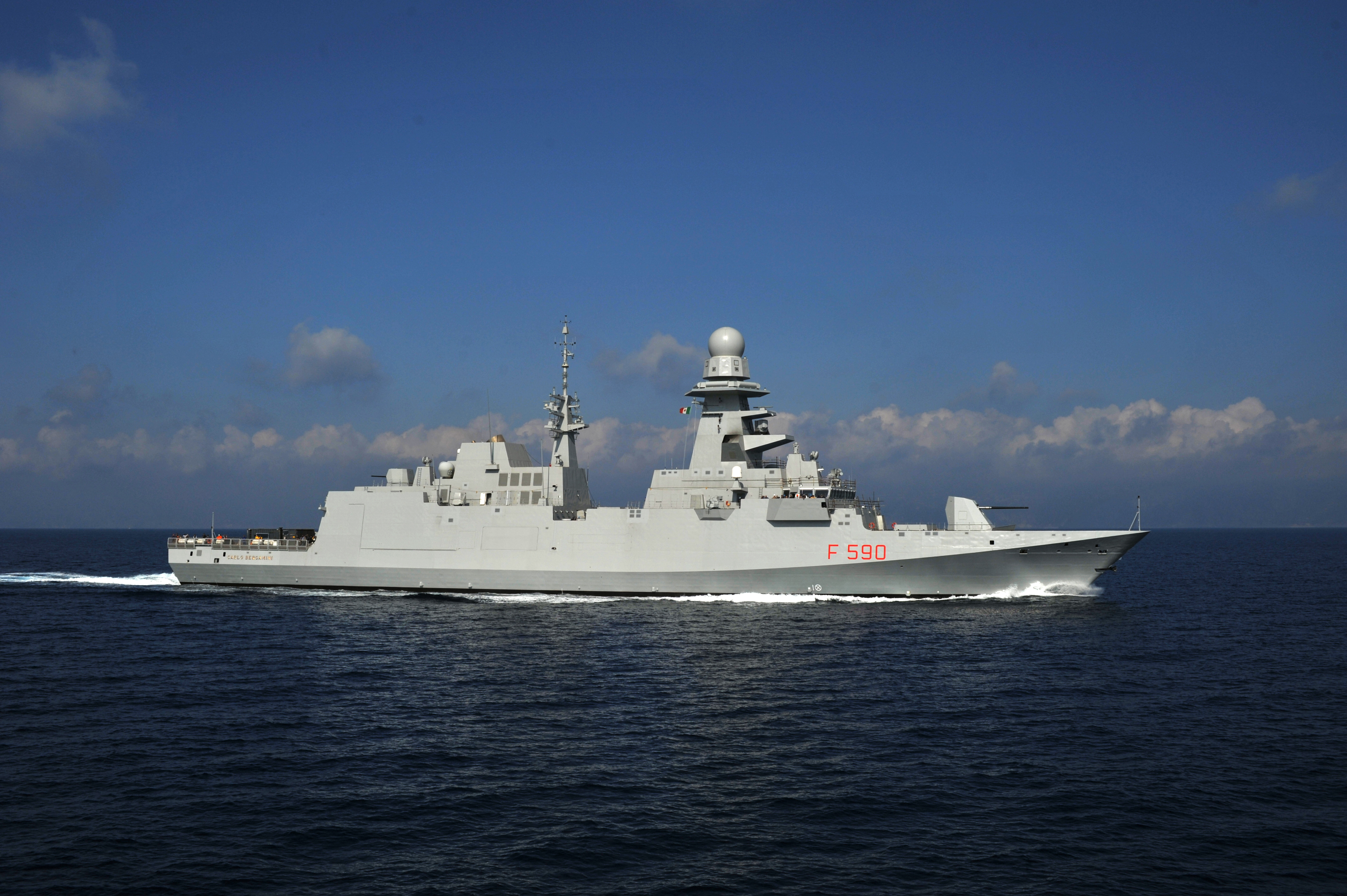
Carlo Bergamini号 (F 590).
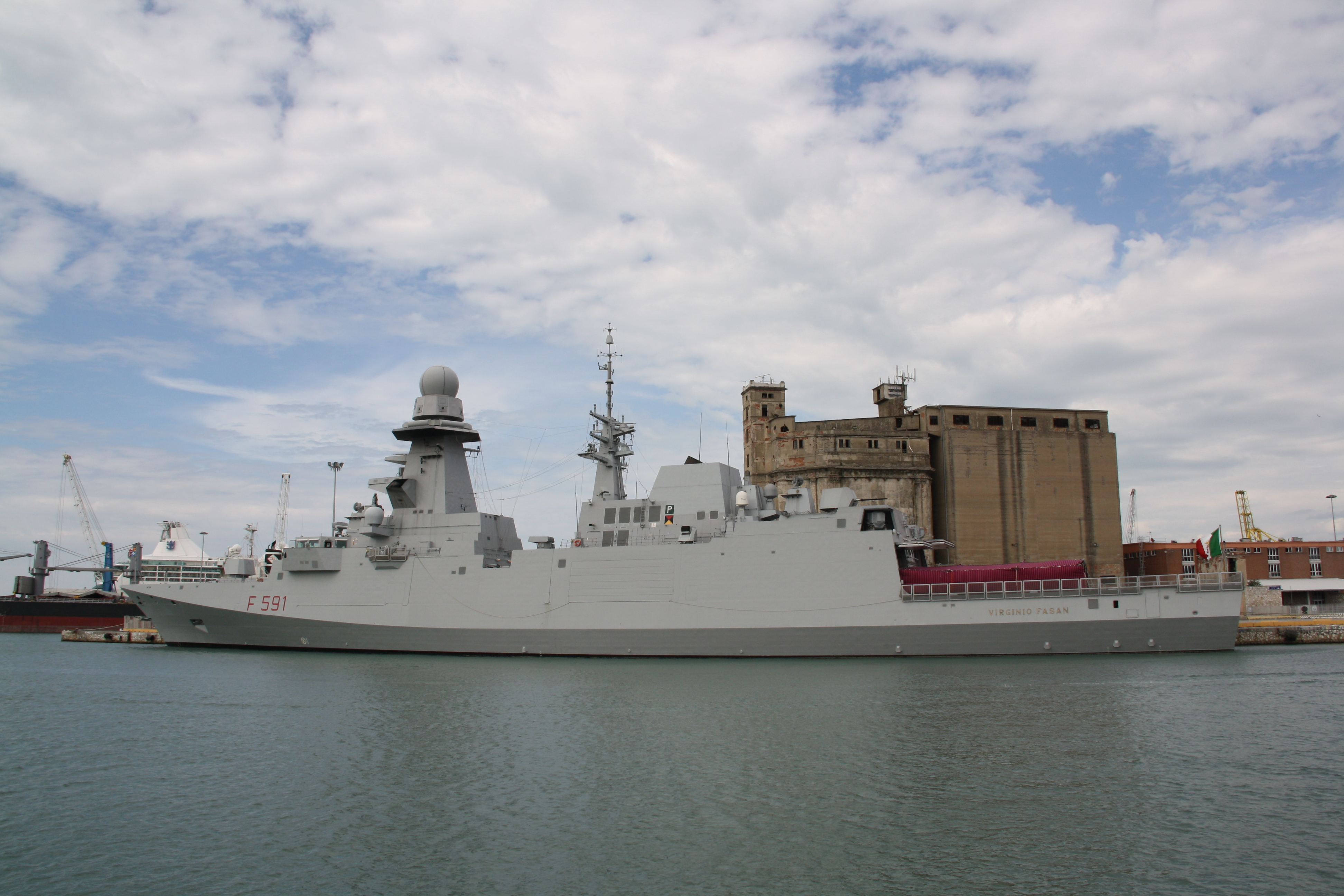
Virginio Fasan号 (F 591).
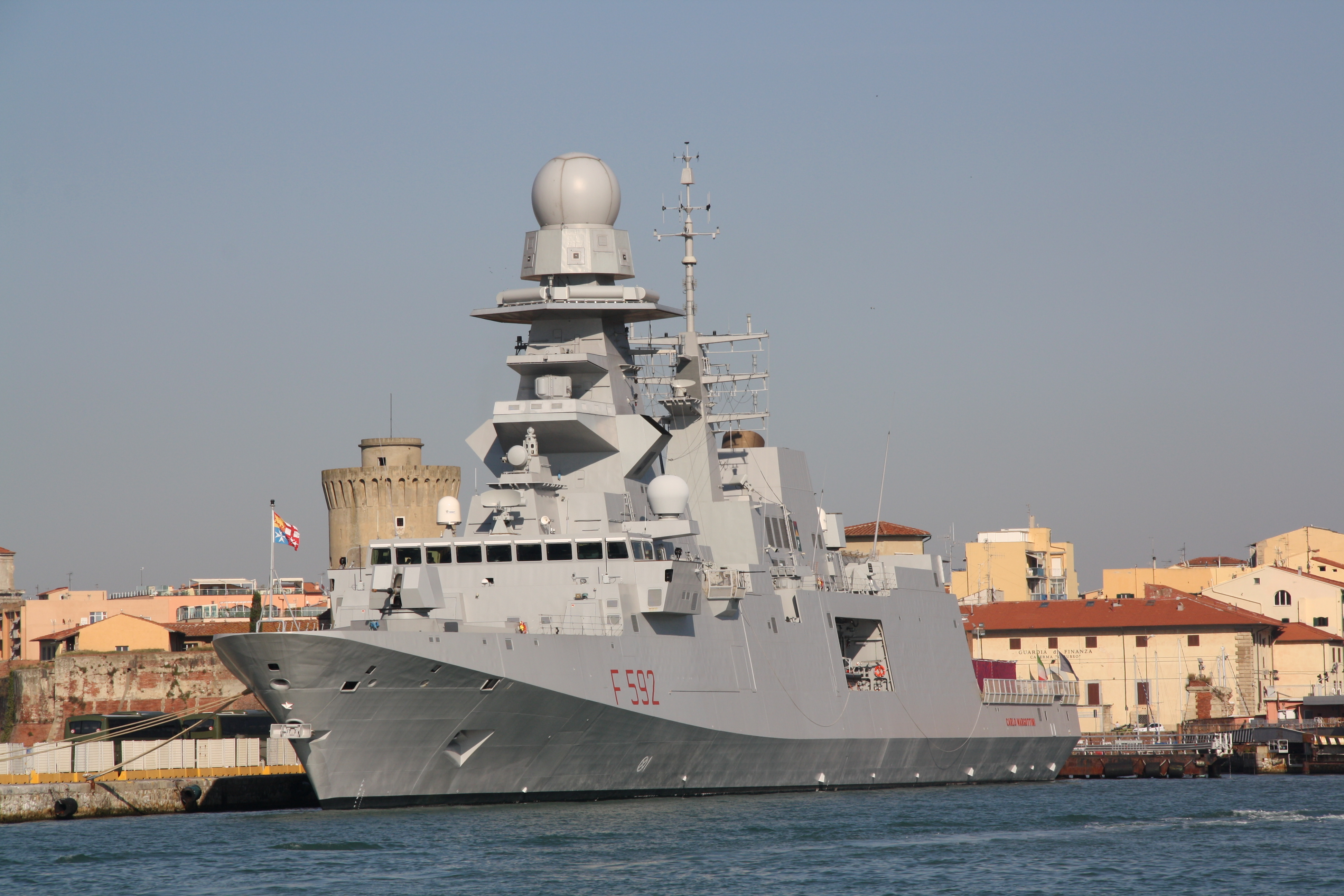
Carlo Margottini号 (F 592).
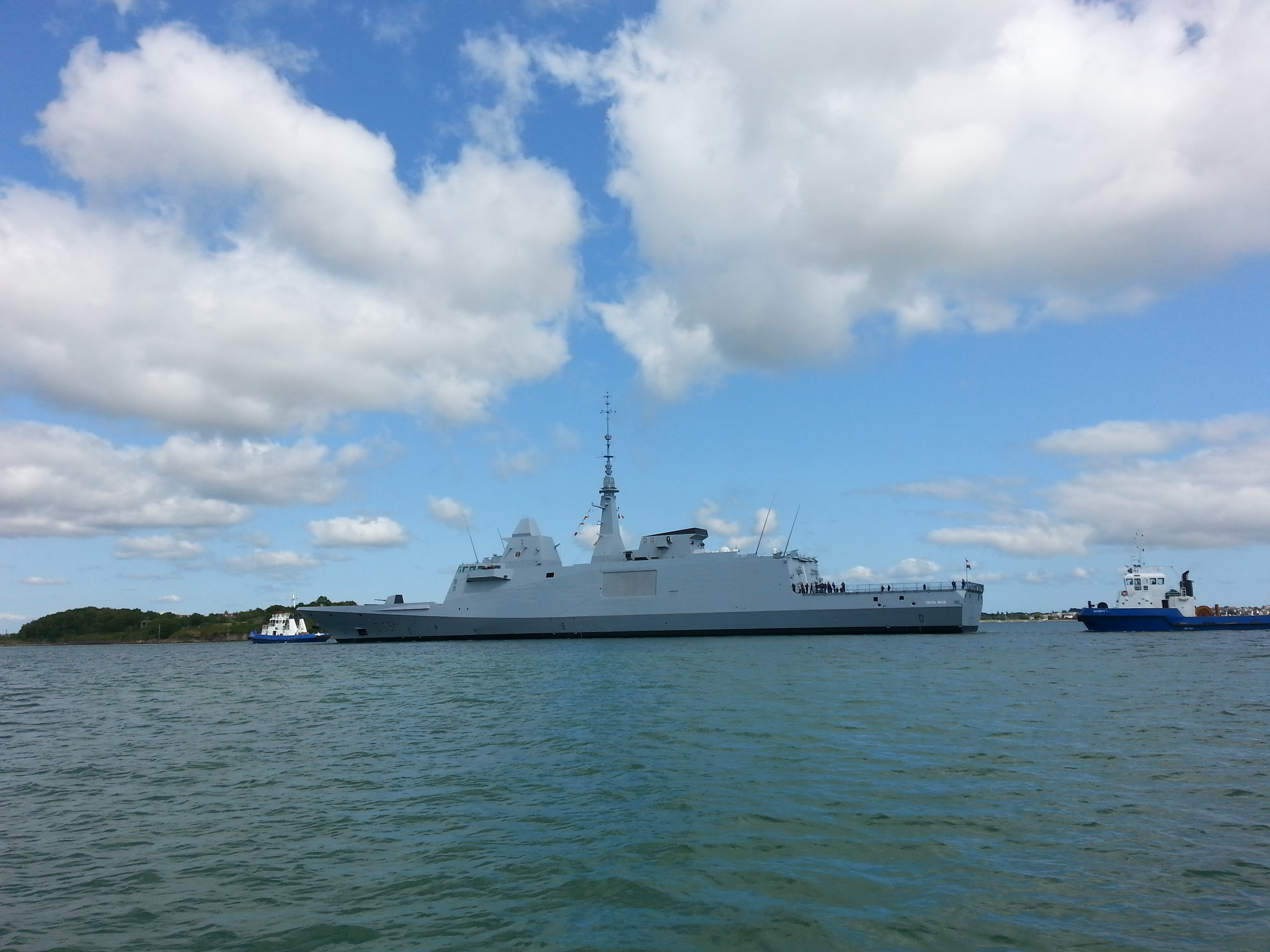
Tahya Misr号
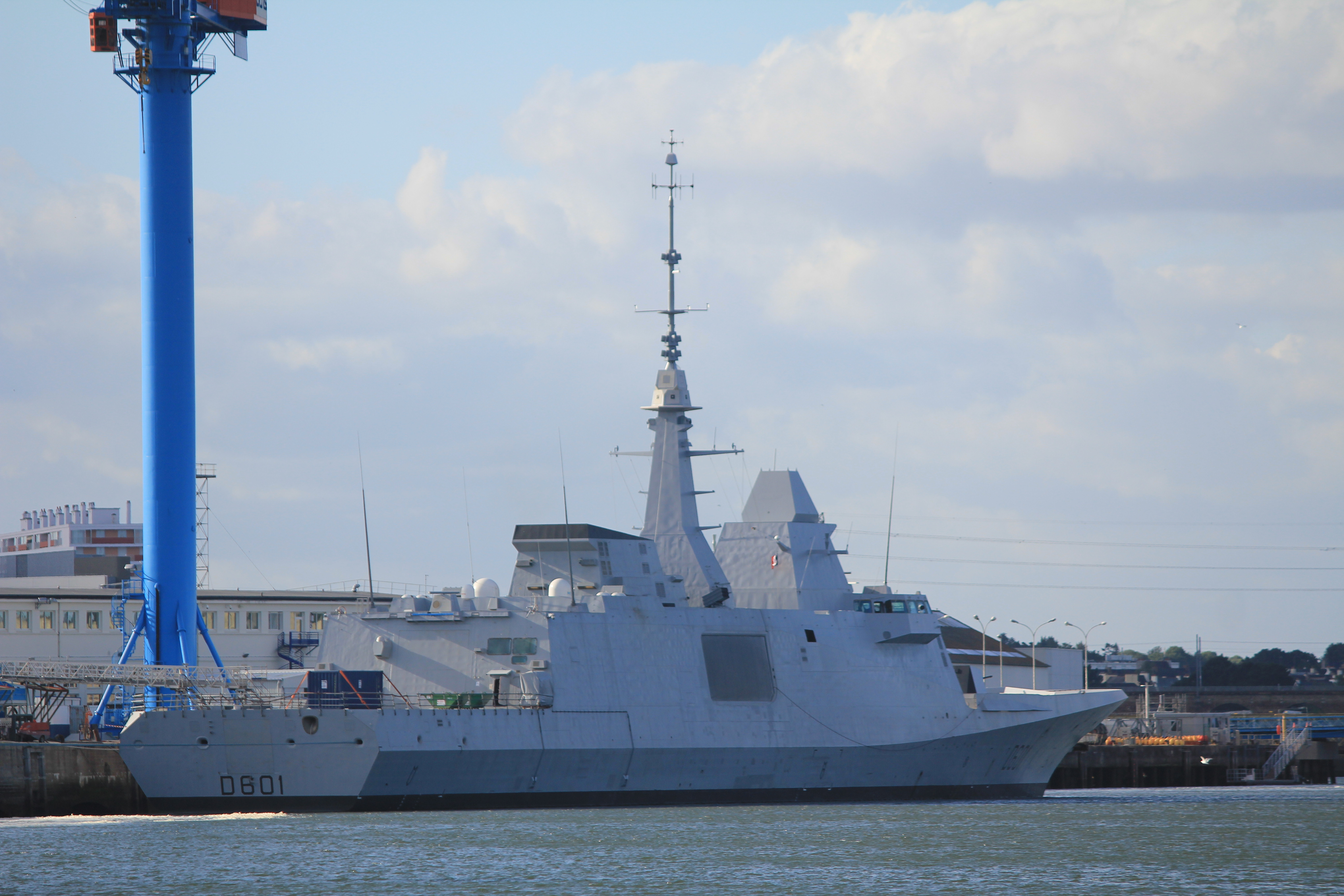
摩洛哥皇家海军穆罕默德六世号

## 備註
1. ↑  法國無驅逐艦艦級，此指的一等巡防艦等同他國的驅逐艦
2. ↑  稍後的2014到2019年法國海軍建軍計劃中仍註明將建造9艘FREMM與2艘FREDA，而法國海軍參謀長Bernard Rogel在2014年也重申將訂購總數11艘的FREMM。但由於財政困難，法國隨後宣布，打算在2016年評估是否重新設計第9到第11艘FREMM（預定在2020年後交付）。法國海軍希望在2019年時完成交付6艘
3. ↑  到2016年能有4艘阿基坦級在法國海軍服役，2018年將6艘反潛型交付完畢
4. ↑  2010年初希臘已成歐盟最大大債務國
5. ↑  法國政府也把希臘向法國進行軍購，作為給希臘政府抒困貸款的先決條件
6. ↑  如果法國成功向希臘銷售軍艦，勢必有很大一部分歐盟金援將會用於支付希臘向法購艦的款項，意味著德國納稅人將間接分攤希法之間的軍購成本

### 相關
- 法國軍事
- 法國海軍
- 義大利軍事
- 義大利海軍
- 地平線級驅逐艦 法國/ 義大利

### 歐洲的類似巡防艦
- 伊萬·休特菲爾德級巡防艦 丹麦
- 薩克森級巡防艦 德国
- 七省級巡防艦 荷蘭
- 阿爾瓦羅·巴贊級巡防艦 西班牙
- 波尼法斯級巡防艦 西班牙
- 戈爾什科夫海軍元帥級巡防艦 俄羅斯